# Victoria (nau)
Victoria (espanhol para "Vitória") foi uma carraca conhecida por ser o primeiro navio a circum-navegar o mundo com sucesso. A Victoria fez parte da expedição espanhola às Molucas comandada pelo explorador Fernão de Magalhães até sua morte nas Filipinas em 1521. A expedição partiu de Sevilha em 10 de agosto de 1519 com cinco navios e entrou no oceano em Sanlúcar de Barrameda em 20 de setembro. No entanto, apenas dois dos navios alcançaram seu objetivo nas Molucas. A partir daí, a Victoria foi a única nau a completar a viagem de volta, cruzando águas desconhecidas do Oceano Índico sob o comando de Juan Sebastián Elcano. Ela retornou a Sanlúcar em 6 de setembro de 1522.
A nau foi construída em um estaleiro basco em Ondárroa. Junto com os outros quatro navios, ela foi dada a Magalhães pelo rei Carlos I da Espanha (depois imperador Carlos V do Sacro Império Romano). Victoria era um navio de 85 tonéis com uma tripulação inicial de cerca de 42 pessoas. A nau-capitânea da expedição era a Trinidad (100 ou 110 tonéis com uma tripulação inicial de cerca de 55). Os outros navios eram a nau San Antonio (120 tonéis e cerca de 60 homens), a nau Concepción (90 tonéis e cerca de 45 homens) e a caravela Santiago (75 tonéis e cerca de 32 homens). O Santiago se perdeu na costa argentina, o San Antonio deixou a expedição e retornou à Espanha depois de uma tentativa frustrada de motim na Patagônia, o Concepción foi afundado depois de um massacre dos espanhóis nas Filipinas, e o Trinidad foi capturado pelos portugueses nas Índias Orientais e se perdeu em uma tempestade.

## Construção
Embora concordando com sua origem basca, por um longo período acreditou-se que a embarcação tivesse sido construída em Zarautz, ao lado da cidade natal de Elcano, Getaria. No entanto, pesquisas realizadas por historiadores locais revelaram que a nau Victoria foi construída nos estaleiros de Ondarroa em Biscaia. Ela se chamava originalmente Santa Maria, pertencia a Domingo Apallua, um piloto de navio, e seu filho, Pedro Arismendi.
De acordo com um documento notarial datado de 1518, o navio havia sido usado em anos anteriores para o comércio entre Castela e Inglaterra. Oficiais reais castelhanos compraram o navio por um preço fixo de 800 ducados de ouro, uma cifra em desacordo com a estimativa do valor real do navio fornecida pelo contador da expedição de Magalhães, e aceita pelos proprietários apenas contra a sua vontade. O navio foi renomeado Victoria por Magalhães em homenagem à capela que ele frequentava em suas orações em Sevilha, a Santa María de la Victoria.

## Viagem

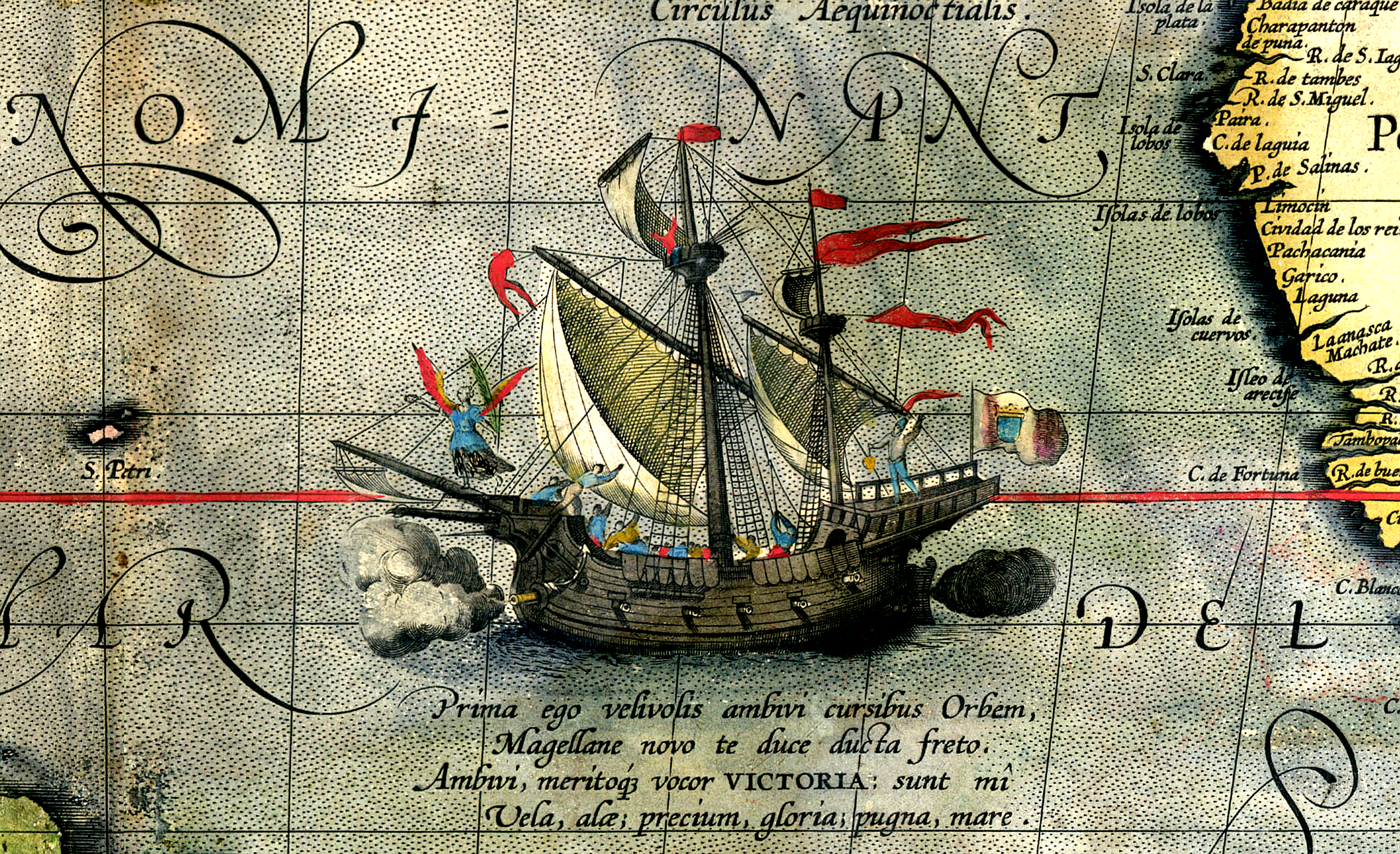
Um detalhe de um mapa de 1590 mostrando a Victoria

A longa circum-navegação começou em Sevilha em 1519 e retornou a Sanlúcar de Barrameda em 6 de setembro de 1522, depois de navegar 68 mil quilômetros (42 mil milhas), dos quais 35 mil quilômetros (22 mil milhas) eram em grande parte desconhecidos para a tripulação. Em 21 de dezembro de 1521, a Victoria partiu de Tidore, na Indonésia, sozinha, porque os outros navios haviam deixado o comboio por falta de rações. O navio estava em péssimo estado, com as velas rasgadas e só se mantinha à tona pela bombeamento contínuo de água. A Victoria conseguiu retornar à Espanha com um carregamento de especiarias, cujo valor cobriu o custo de toda a frota original.
A Victoria foi posteriormente reparada, comprada por um comerciante e navegou por mais cinquenta anos antes de se perder com toda a tripulação em uma viagem das Antilhas para Sevilha por volta de 1570.

## Tripulação
A viagem começou com uma tripulação de cerca de 265 homens a bordo de cinco navios, mas apenas 18 homens retornaram vivos na Victoria, enquanto muitos outros desertaram. Muitos dos homens morreram de desnutrição. No início da viagem, Luis de Mendoza era o capitão. Em 2 de abril de 1520, depois de estabelecer um assentamento em Puerto San Julián, na Patagônia, um violento motim envolvendo três capitães eclodiu, mas foi brutalmente contido. Os relatos de Antonio Pigafetta e outros afirmam que Luis de Mendoza e Gaspar Quesada, capitão da Concepción, foram executados e seus restos pendurados em forcas na costa.
De uma tripulação inicial de 260 pessoas, apenas 18 retornaram a Sevilha com a Victoria. Isso se deveu à escassez de alimentos e a um surto mortal de escorbuto.

## Réplicas

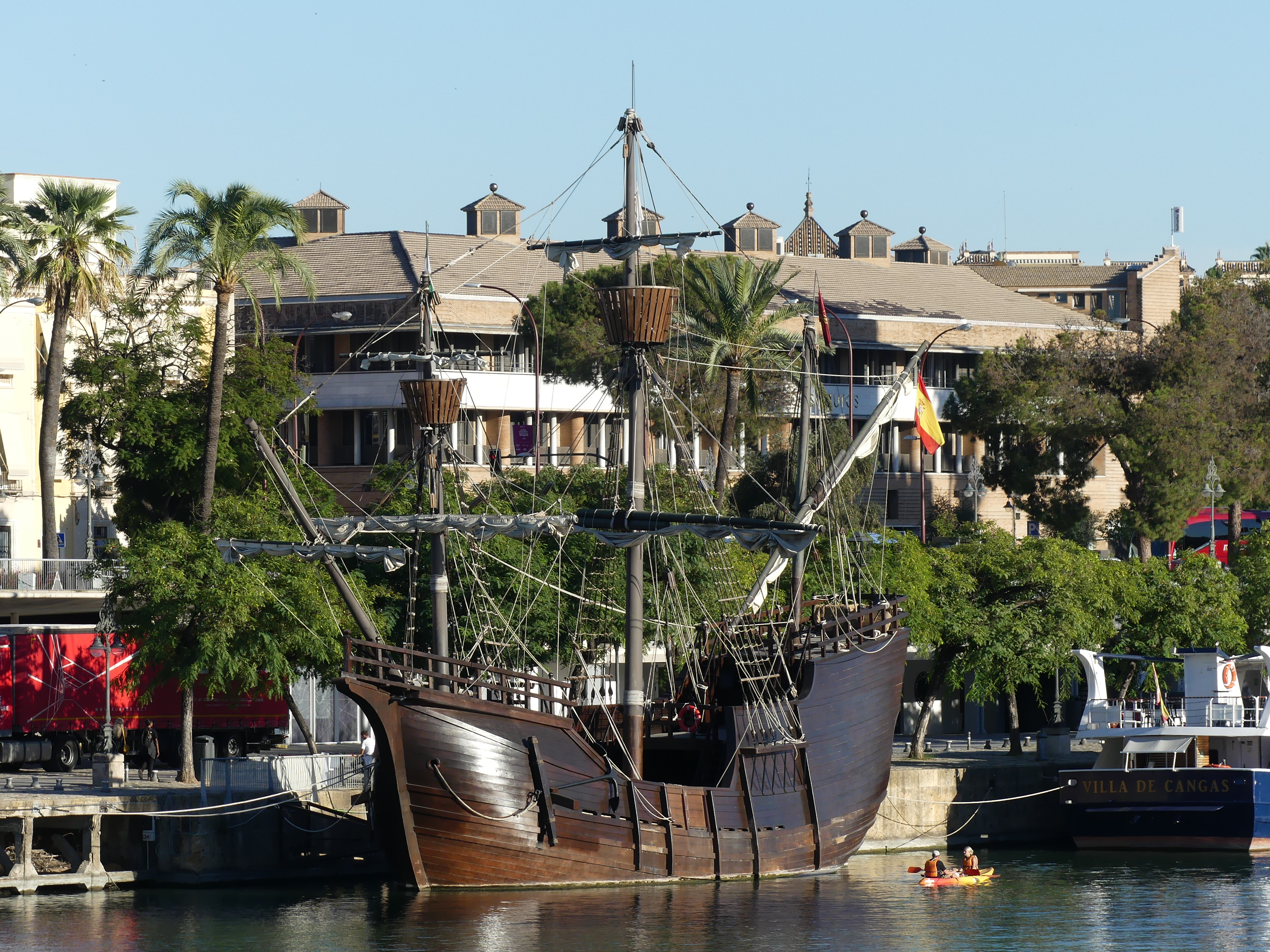
Nau Victoria em Sevilha no ano de 2020

Uma réplica do navio foi construída em 1992 para a Exposição Universal daquele ano em Sevilha. Ela é agora operada pela Fundación Nao Victoria. Para comemorar o quingentésimo aniversário da primeira circum-navegação, a Fundación Nao Victoria encomendou uma segunda réplica da nau aos estaleiros de Palmas de Punta Umbría, que foi lançada em 11 de fevereiro de 2020 com o destino de se tornar uma exposição permanente ao lado da Torre del Oro. A réplica chegou a Sevilha em 9 de março de 2020.
Em 2006, para celebrar o Bicentenário do Chile, um empresário de Punta Arenas fundou um projeto para construir outra réplica do navio. A réplica foi finalmente concluída em 2011. Embora não tenha sido possível concluir o projeto a tempo da celebração do bicentenário em 2010, o criador do projeto recebeu uma Medalha Presidencial do Presidente do Chile.